# Buddy (film)
Pour les articles homonymes, voir Buddy.
Pour plus de détails, voir Fiche technique et Distribution.
Buddy est un film norvégien réalisé par Morten Tyldum d'après un scénario de Lars Gudmestad et sorti en 2003. La musique est composée par Lars Lillo-Stenberg, connu pour avoir fondé le groupe deLillos (no). Le film est bien accueilli par la critique et remporte notamment deux prix Amanda en 2004.

## Synopsis
Kristoffer (Nicolai Cleve Broch), 24 ans, vit à Oslo avec ses amis Geir (Aksel Hennie) et Stig Inge (Anders Baasmo Christiansen). Geir aime vivre dangereusement, tandis que Stig est plus prudent et incertain. Kristoffer et Geir travaillent comme accrocheurs de panneaux publicitaires et, pendant son temps libre, Kristoffer réalise un journal vidéo avec Geir et Stig, contenant des cascades de type Jackass. Lorsque la petite amie de Kristoffer, Elisabeth (Janne Formoe), le quitte, sa vie semble s'écrouler. Ses vidéos sont alors diffusées dans le talk-show le plus populaire de Norvège, "God morgen Norge" et Kristoffer devient célèbre.

## Distribution
- Nicolai Cleve Broch : Kristoffer Haukeland
- Aksel Hennie : Geir
- Anders Baasmo Christiansen : Stig Inge Otnes
- Pia Tjelta : Henriette
- Janne Formoe : Elisabeth
- Henrik Giæver : Martin
- Kim Haugen : Karsten
- Håvard Bakke : Dag
- Eivind Sander : Anders
- Anna Bache-Wiig : Line
- Christian Skolmen : Nikolai
- Edward Schultheiss : Frode
- Dagrun Anholt : Irene
- Hilde Olausson : Anne
- Cathrin Gram : Ingunn
- Niklas Gundersen : Steinar
- Arild Svensgam : Kåre
- Janne Rønningen : Stand Up Komiker
- Liseann Tefre : Tv-produsent
- Jørn Westerheim : Vaktmester
- Kristian Tharaldsen : Seilervenn
- Ulf Thomas Risell : Sikkerhetsvakter
- Kyrre Mosleth : Sikkerhetsvakter
- Zahid Ali : Billettkontrollør
- Christian Kirkvåg : Innspillingsleder
- Per Oscar Skjellman : Innsp. Assistant
- The Lövlie Ones : Studioband
- Lars Gudmestad : Researcher
- Synnøve Svabø : Gjester Tv-studio
- Lasse Kjus : Gjester Tv-studio
- Viggo Johansen : Redaksjon En
- Fredrik Skavlan : Redaksjon En
- Espen Asbjørnsen : lui-même
- Elin Tvedt : elle-même
- Kim Kolstad : lui-même
- Lars Joakim Ringom : lui-même
- Connie Barr : elle-même
- Karita Bekkemellem : elle-même
- Marie Simonsen : elle-même
- Kiki Sørum : elle-même
- Sarah Natasha Melbye : elle-même
- Ståle Talsnes : lui-même
- Richard Kongsteien : lui-même
- Åse Linda Tynning : elle-même